# Jaroslav Bilina
Jaroslav Bilina (3. března 1896 Čáslav – 5. června 1942 Pardubice) byl v letech 1929–1939 starosta města Dvůr Králové nad Labem a oběť nacismu.

## Život
Jaroslav Bilina se narodil 3. března 1896 v Čáslavi, ale již od roku 1898 žil ve Dvoře Králové. Od mládí byl aktivní v politice jako člen Národně sociální strany a soukromě se vzdělával. Stal se úředníkem Okresní nemocenské pojišťovny a v roce 1929 se stal členem obecního zastupitelstva ve Dvoře Králové nad Labem a byl zvolen starostou města. Tím zůstal po tři volební období až do roku 1939. Kromě toho zastával post předsedy ředitelské rady Spořitelny královédvorské, angažoval se v Sokole, Junáku, místním sportovním klubu a v dalších organizacích. Během jeho starostování byla mmj. dokončena stavba Tyršova koupaliště, vzniklo Náměstí republiky či městská tržnice, otevřena byla obchodní akademie, město uspořádalo velkou krajinskou výstavu. V roce 1935 se stal členem Zemského zastupitelstva českého, následně se účastnil československých delegací na kongresech v několika evropských zemích. Díky němu navázal Dvůr Králové přátelské styky s anglickým městem Eccles. 
V roce 1938 po Mnichovské dohodě hrozilo městu zabrání nacistickým Německem v rámci obsazování Sudet. Jaroslav Bilina se tomu snažil zabránit, cestoval k jednání do Berlína nebo zasedání delimitační komise v Ratiboři. Město nakonec obsazeno nebylo. Po okupaci zbytku republiky byl v prosinci 1939 donucen rezignovat na post starosty, v únoru 1940 pak na posty člena městské rady a obecního zastupitelstva. Během Heydrichiády byl 3. června 1942 zatčen gestapem a o dva dny později popraven na pardubickém Zámečku za schvalování atentátu na Reinharda Heydricha. Jeho popel byl stejně jako popel ostatních zde popravených vysypán do Labe.

## Připomínky a ocenění
V roce 1946 obdržel in memoriam Československý válečný kříž 1939 jako uznání bojových zásluh, které získal v boji za osvobození republiky Československé z nepřátelského obsazení. V roce 2000 se in memoriam stal čestným občanem města Dvůr Králové nad Labem a jeho jméno nese jedna z městských ulic.